# Лотлориэн
Лотло́риэн (англ. Lothlórien) или просто Ло́риэн (англ. Lórien) — в легендариуме Дж. Р. Р. Толкина лес в междуречье Андуина и Келебранта, к востоку от Мглистых гор, на территории Средиземья. В переводе с квенья название означает «край сновидений».
Возможный прототип — реально существующий лес Пазлвуд.

## Первая эпоха
Так же, как и в Лихолесье, что на севере, жителями Лориэна были лесные эльфы — галадрим, ведущие свой род от эльфийских племён авари либо нандор. Изначально они долгое время жили в лесах, расположенных по обоим берегам верховьев Андуина. В конце Первой Эпохи эльфы переселились на восточный берег Андуина, чтобы избежать соседства с гномами. В то время лес назывался Лоридан. Культура лесных эльфов была впоследствии обогащена слиянием с эльфами, пришедшими с западных гор в начале Второй Эпохи; при этом даже язык лесных эльфов постепенно был вытеснен языком пришельцев — синдарином.
Среди вновь прибывших эльфов был Амдир, который стал первым владыкой эльфов. Именно Амдир возглавил армию Лориэна во время Войны Последнего Союза. Вместе с ним пришли Галадриэль и Келеборн, которые также пересекли горы и Андуин, спасаясь после уничтожения Эрегиона во время Войны эльфов и Саурона. Келеборн был эльфом из племени синдар, его жена Галадриэль принадлежала к нолдор.

## Вторая эпоха
Постепенно, с ростом влияния Саурона на землях к востоку от Андуина, часть эльфов переселилась дальше на север. Оставшиеся эльфы избрали Галадриэль и Келеборна своими владыками.
Именно Галадриэль посадила в Лориэне мэллирн — огромные деревья, которые росли лишь в этом месте Средиземья — до того момента, как Галадриэль подарила семя маллорна Сэму Гэмджи. После этого леса на западном берегу Андуина получили имя Лаурелиндоренан (англ. Laurelindórenan, «Долина Золотого Пения») — это было самым старым названием, которое, однако, не было забыто: так Лориэн называли Древобород и Фарамир. Позже Лаурелиндоренан стал именоваться Лотлориэн — цветущий Лориэн. Леса на восточном берегу Андуина именовались Лоринанд (Золотая долина), а позднее — «Лориэн». Густая серебряная листва деревьев Лотлориэна осенью становится ярко-золотой и держится на ветвях до прихода весны. Весной прошлогодняя листва опадает, устилая лесные поляны золотом, а на ветвях, одновременно с новыми листьями, распускаются золотисто-жёлтые цветы, наполняющие воздух медовым благоуханием.
Под именем «Лориэн» леса известны более всего. На языке рохиррим эти места именуются Двиморден — волшебный лес (от «двимор» — «призрак», намёк на магию эльфов).
Эта магия проявилась в полной мере, когда Галадриэль получила магическое кольцо, сила которого наполняла землю, спасая покрывающую её растительность от гибели. При помощи этого кольца Галадриэль создала по подобию Пояса Мелиан мощную защиту своей земли от сил зла. Лишь приход самого Саурона мог бы сломить её.
Посреди Лориэна расположен Керин Амрот — Курган Горестной Скорби, на котором похоронен первый властитель Лориэна. Как гласит Алая Книга, там «даже в самые суровые зимы не увядают эльдарские всегда живые цветы и шелестит о прошлом вечнозелёная трава». Южнее Керин Амрота на огромном холме находится столица Лориэна — город Карас Галадон, окружённый рвом и высокой земляной стеной, обитель владык Лориэна. Также на этом холме располагались жилища остальных лориэнских эльфов. Эти жилища — талан или по-эльфийски флет — представляли собой деревянные помосты в ветвях мэллирн. На вершине холма стоит высочайший из мэллирн — там помещались палаты Келеборна и Галадриэль. К юго-востоку от этого маллорна лежали сады Галадриэль, в которых можно было с дозволения Владычицы заглянуть в её знаменитое Зеркало.

## Третья эпоха

Карас Галадон (кадр из фильма «Властелин Колец: Братство кольца»).

Лориэн долгое время оставался в стороне от войны против Саурона. Подобно Дориату, Лориэн до поры не участвовал в сражениях против Саурона и оставался загадкой для жителей окрестных земель. В годы Войны Кольца на него трижды нападали орки из Дол-Гулдура, однако Лориэн устоял. С падением Саурона лориэнское войско перешло в контрнаступление, взяло Дол-Гулдур штурмом и разрушило его стены. 

## Четвёртая эпоха
В начале Четвёртой Эпохи Галадриэль покинула Средиземье, а Келеборн увёл своих подданных в Лихолесье, и с их уходом история Лориэна завершилась.
После смерти короля Элессара его жена Арвен пришла в Лотлориэн и упокоилась вечным сном на холме Керин Амрот.

## Имя и образ Лориэна в современной культуре

Карас Галадон — столица королевства Лориэн

### Музыка
- Имя Lothlorien носит новозеландская группа, исполняющая кельтскую музыку в стиле фолк-рок ирландского, шотландского и английского происхождения[2].
- Lothlorien — композиция из альбома «Shepherd Moons» ирландской певицы Энии, выпущенного в 1991 году.
- Имя Lothlorien носила шведская группа, игравшая в стиле Мелодичный дэт-метал.
- «Лориэн» — композиция из альбома «Отдохни, волшебник», российской фолк-группы из Москвы «Мэлдис».